# Huttoft
Huttoft – wieś w Anglii, w hrabstwie Lincolnshire. Leży 54 km na wschód od Lincoln i 196 km na północ od Londynu.